# 自行車

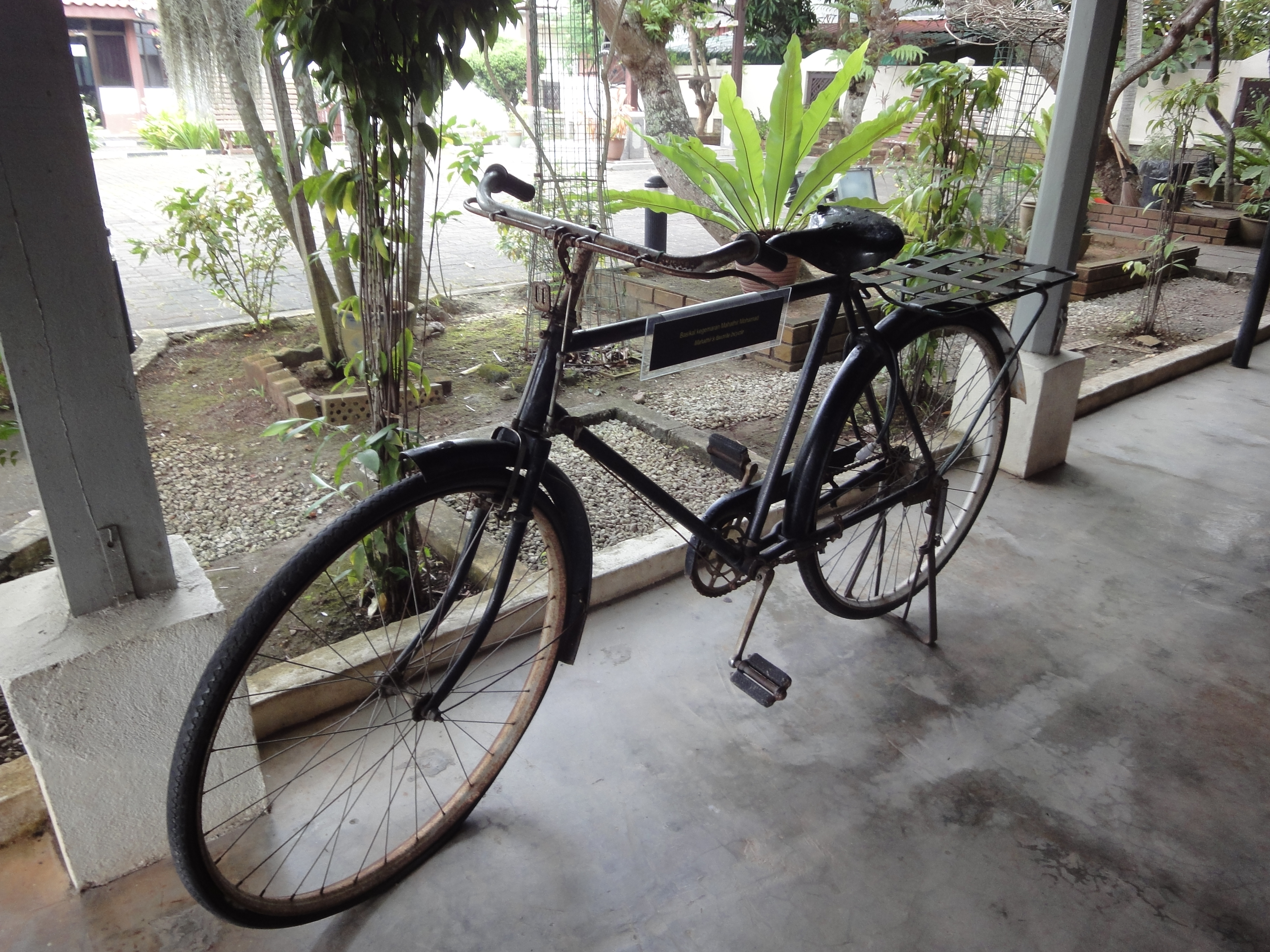
马来西亚前首相马哈迪·莫哈末故居的自行车（位于吉打州亚罗士打）

自行車是種以人力踩推腳踏板驅動的小型非机动车。汉语中的“自行車”通常是指两轮前后纵列的双轮车（bicycle），但也有三輪或單輪的。一般人日常騎車時速約為15—25（9.3—15.5英里），經過訓練的运动员騎行專用車，并通過伏低上身姿態利用空氣流線型，可達到時速45（28英里）。此外，自行車也曾被作為戰爭之用。

## 名称
中國大陸通常稱“自行車”，臺灣稱“孔明車”、“自行車”、“腳踏車”、“自轉車”、“單車”、“鐵馬”。新加坡、上海、江浙、福建等地亦有「腳踏車」一稱，在香港、澳門、廣東、廣西、湖南等中國南方地區則更常稱其為“單車”，在馬來西亞、廣東潮汕地區則稱之“腳車”，江西贛語更稱之為“線車（嘚）”、“鋼絲車”、“腳踏車嘚”。
在臺灣，牽涉到比賽時會將自行車稱為自由車。在1963年中華民國官方欲成立自行車的相關運動協會，當時為配合一二三自由日的政治活動，遂將慣稱的「自行車」改稱「自由車」，並成立「中華民國自由車委員會」（中華民國自由車協會的前身）。

## 歷史

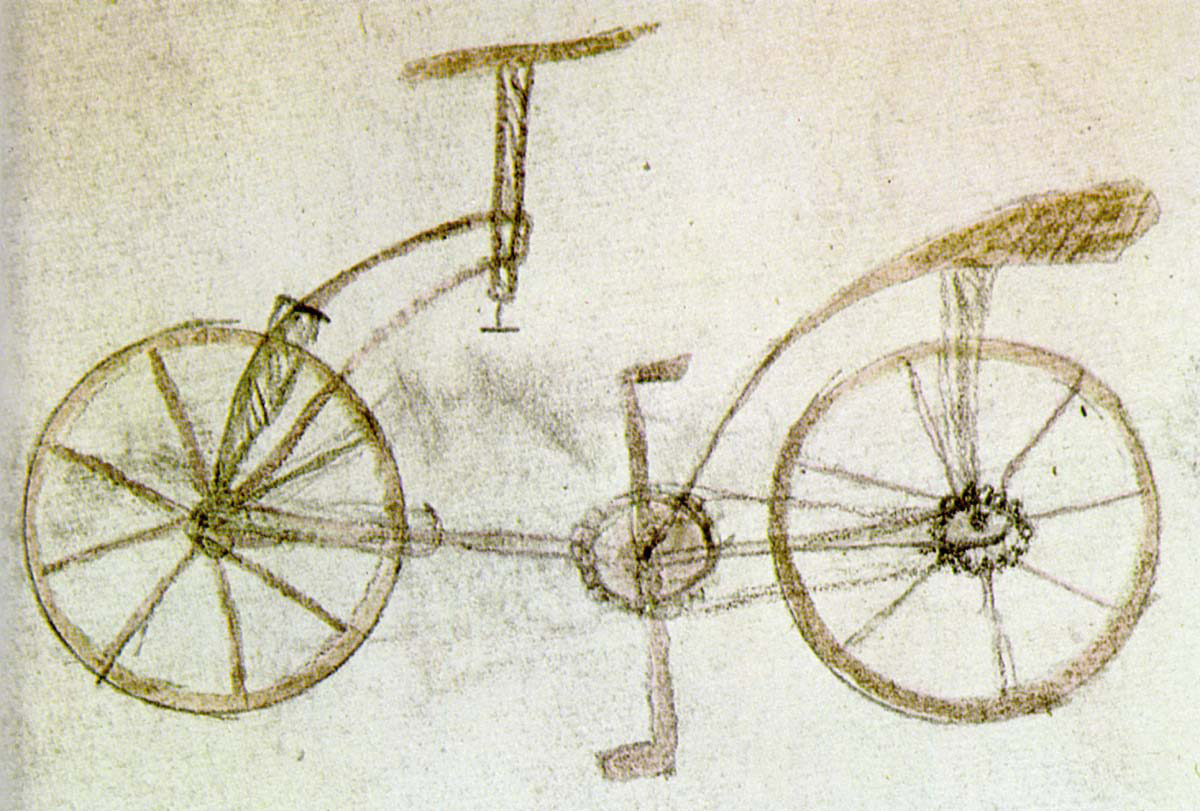
達文西手稿的腳踏車
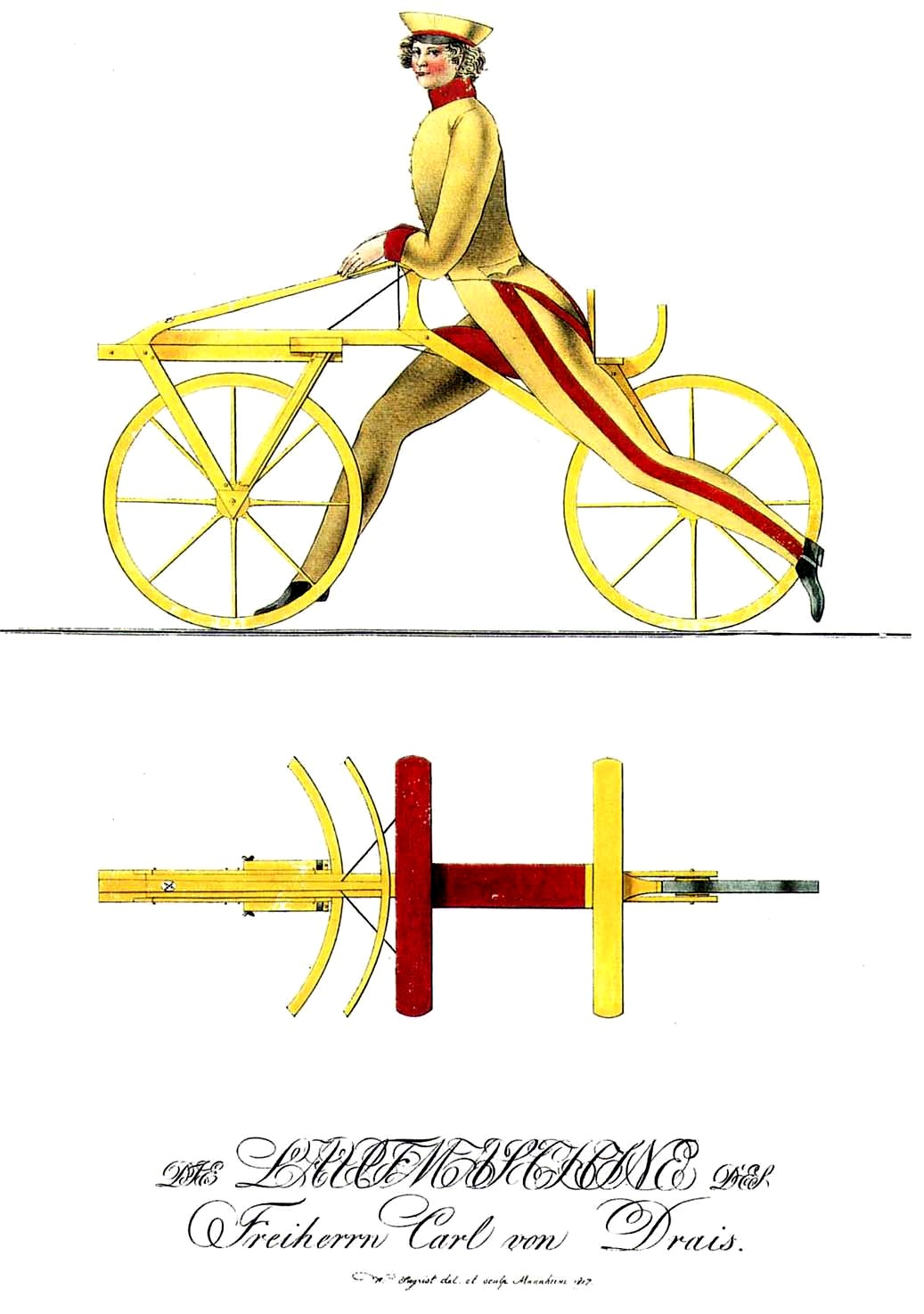
德莱斯1817年的設計
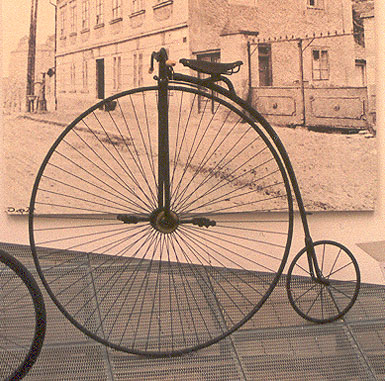
1870到1880年的自行車款式penny-farthing（英语：penny-farthing）
不同時代的腳踏車款式

1766年，一群修士在修復在1490年作的手稿的時候，發現最早的腳踏車雛型，但並沒有實際的製造出來，只停在想象的階段。
法国人西夫拉克（Comte de Sivrac）在一个下雨天，在街头被经过的四轮马车溅了一身泥，这一溅使他突发奇想：四轮马车这么宽，应当把马车顺着切掉一半，四个车轮变成前后两个车轮……。于是在1791年，第一架代步的「木马轮」小车诞生了。这辆小车有前后两个木质的车轮，中间连着横梁，上面安了一条板凳，像一个玩具。这辆「木马轮」虽然既没有传动链条，又无转向装置，但一般被认为是人类最早的自行车。
1817年，德国卡爾德莱斯（Karl Drais）也制造了一辆两轮车，他在前轮上加上了一个控制方向的车把，可以改变前进的方向。但是骑车时依然要用两只脚蹬地，才能推动车子向前滚动。1840年，苏格兰的铁匠麦克米伦（Kirkpatrick Macmillan），在德莱斯发明的木轮车的基础上进行改进。他在后轮的车轴上装上曲柄，再用连杆把曲柄和前面的脚蹬连接起来，并且前后轮都用铁制，前轮大，后轮小。这样人的双脚终于真正离开地面，由双脚的交替踩动带动轮子滚动车辆前行。1842年，麦克米伦骑上这种车，一天行走了20公里。
1861年，法国的米肖父子Pierre Michaux和Pierre Lallement，在前轮上安装了能转动的脚蹬板，车子的鞍座架在前轮上面。他们把这辆车冠以「自行车」的雅名，并於1867年在巴黎博览会上展出。
从西夫拉克一直到米肖父子，他们制造的自行车与现代自行车差别较大，这种不带链条传动系统的自行车为了提高速度只能通过提高前轮的直径来实现，由此造成车辆极高，前轮的直径甚至超过了普通人的身高，骑自行车变成了一项相当危险的运动，当骑行者摔倒在地的时候往往会受伤。真正具有现代化形式的自行车在1874年诞生。英国人罗松在自行车上别出心裁地装上链条和链轮，用后轮的转动来推动车子前进。

1886年英国的机械工程师约翰·斯塔利，从机械学、运动学的角度设计出了新的自行车样式，装上前叉和车闸，前后轮大小相同，以保持平衡，并用钢管制成了菱形车架，还首次使用了橡胶车轮。斯塔利不仅改进了自行车的结构，还改制了许多生产自行车部件用的机床，为自行车的大量生产和推广应用开辟了宽阔的道路，因此他被后人称为「自行车之父」。他所设计的自行车车型与今天自行车的样子已经基本一致了。

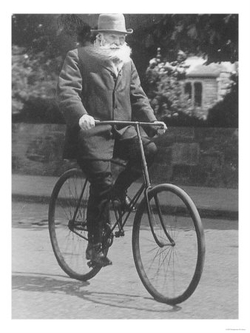
在單車上的約翰·登祿普，1915年

1888年，爱尔兰的兽医约翰·登禄普，从医治牛胃气膨胀中得到启示，将自家花园用来浇水的橡胶管粘成圆形并打足气装在自行车上，这是充气轮胎的开端。充气轮胎是自行车发展史上的一个划时代的创举，這从根本上改善了自行车的行駛舒適性。
1970年，登山用途的單車出現，單車的另外一項劃時代發明——变速器因此被創造出來。

### 中國大陸

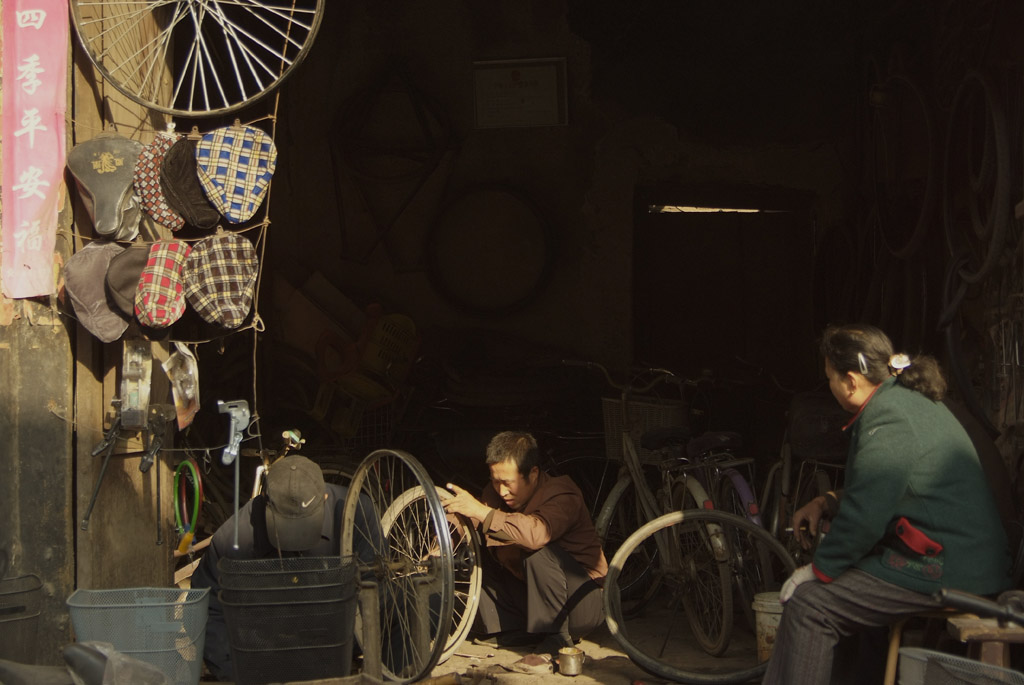
中國某城市中的一間自行車維修舖

早在1868年，清朝的上海就出現了自行車，腳踏車最初稱為「洋馬兒」。對中國人來說，「洋馬兒」是新奇的事物。在當時的刊物《點石齋畫報》就好幾次把外國人騎腳踏車當成了新聞。
1922年中華民國時期，遜位皇帝溥儀結婚時，他的堂哥溥佳送了他一部腳踏車。有大臣狠狠地罵了溥佳一頓，說不應該把這危險的東西給皇帝。但溥儀沒有理會大臣的反對，只不過十幾天便學會了騎腳踏車，成為了中國歷史上唯一一位懂騎腳踏車的中國皇帝。

### 香港
腳踏車傳入香港的時間不可考證。「單車」作為市民日常代步的輔助交通公具，已有超過140年時間，自從香港發展衛星城市，加入「單車徑」起，「單車文化」逐漸流行。自從臉書流行，以不同诉求開展的單車團體逐漸開展，例如由知識份子和設計師在香港海拔最高的大帽山頂閘成立的「單車靚景團」，以單車遊和美景為主題，推廣單車遊文化，推動了單車路線和美景的交流。
現有記錄中，香港公開出版物中關於單車的最早記載是在1869年10月25號刊的Hong Kong Daily Press中，一篇關於騎車穿越尼亞加拉的報道【Hong Kong Daily Press, 1869, 10, 25 （页面存档备份，存于）】。而關於本地單車訊息的最早記載是在1870年2月19號的Hong Kong Daily Press中，一篇關於一場單車賽的報道【Hong Kong Daily Press, 1870, 02, 19 （页面存档备份，存于）】。

### 臺灣
臺灣腳踏車的傳入始於日治時代，有沿襲日語稱「自轉車」，亦有稱「鐵馬」。1898年，日本第一家自轉車工廠「宮田製銃所」將國產腳踏車呈獻皇太子，零星腳踏車進口臺灣。1900年10月5日的報紙還將自轉車車禍刊載，相關廣告也開始出現於報章雜誌，當時位於臺北市北門街（今北門路）的鐘錶店「樫村支店」，亦經銷自轉車，顯示一般民眾已視為交通工具，甚至組織「遠乘會」騎車遠足，價格方面，美國進口要比日本便宜。
1905年9月，臺灣史上第一個被偷腳踏的車主顏振聲新聞被報紙披露。依據總督府統計，1930年代，臺灣每三戶就有一輛腳踏車，相當普遍，當時的照片也顯示商店街的「亭仔腳」隨處可見購物或運送所騎乘的腳踏車停放。戰後中華民國政府遷臺，「自行車」、「腳踏車」用詞方傳入臺灣，一般民眾稱鏈條脫落的狀況為「落鏈」（臺語發音）。
1990年代，臺灣成為全球製造腳踏車的重要生產地之一，市占率超過50％。台灣自行車相關業者約700家，自行车工业在2014年產值達新台幣872.5億元，排名全球第2

## 分类

### 公路腳踏車
公路腳踏車（Road bike）是用來在平滑公路路面上使用的車種，像是自行車的跑車，由于平滑路面阻力较小，公路腳踏車的设计更大考量高速，往往使用可減低風阻的下彎把手，較窄的高气压低阻力外胎，挡位较高，且輪徑比一般的登山越野車都大，車圈通常直徑六百二十二MM。由於公路車講求速度，所以其車上的零件會比登山車輕，在公路上骑行时效率很高。由于車架无需加强又往往采用简单高效的菱形设计，公路车是最为優美的自行车。

### 场地自行车
场地自行车（Track bike）用于在室内或室外自行车场馆（Velodrome）的椭圆形赛道上使用。这种自行车结构非常简单：单速，没有车闸（煞車），没有可逆轉的飞轮。需要减速时须反向踩踏板。

### 鐵人三项赛／计时赛自行车
在三項賽和計時賽運動中使用的公路自行車（Triathlon/Time Trial bike），三項賽和計時賽的最大特點是不允許緊跟在其他選手後面借助牽引氣流（drafting）騎行，選手必須完全通過自己的力量來克服空氣阻力。因此三項賽／計時賽自行車在設計時非常注重讓選手保持一個減小空氣阻力的騎行姿勢，同時注意減小自行車自身的空氣阻力。三項賽自行車還讓選手在騎行時使用和跑步時相近的肌肉組，這樣使從騎行到跑步的轉換更容易。

### 登山車

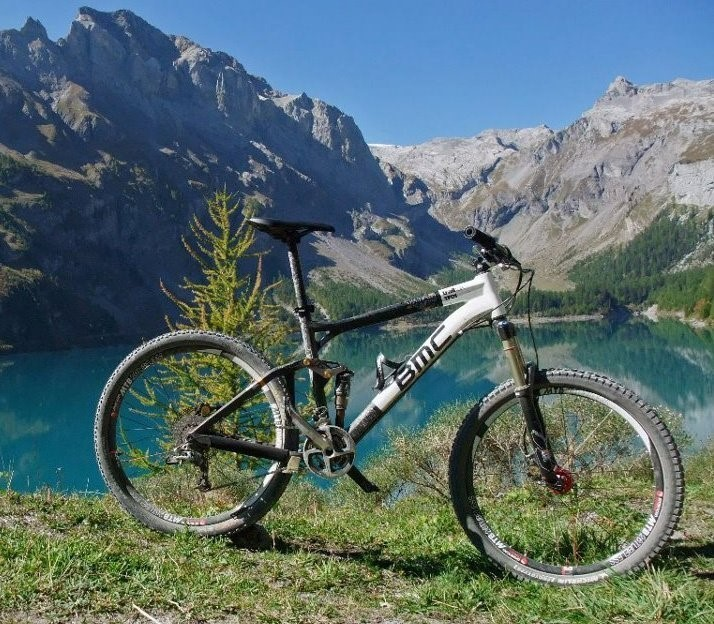
山地腳踏車（登山車）BMC TF01 2012

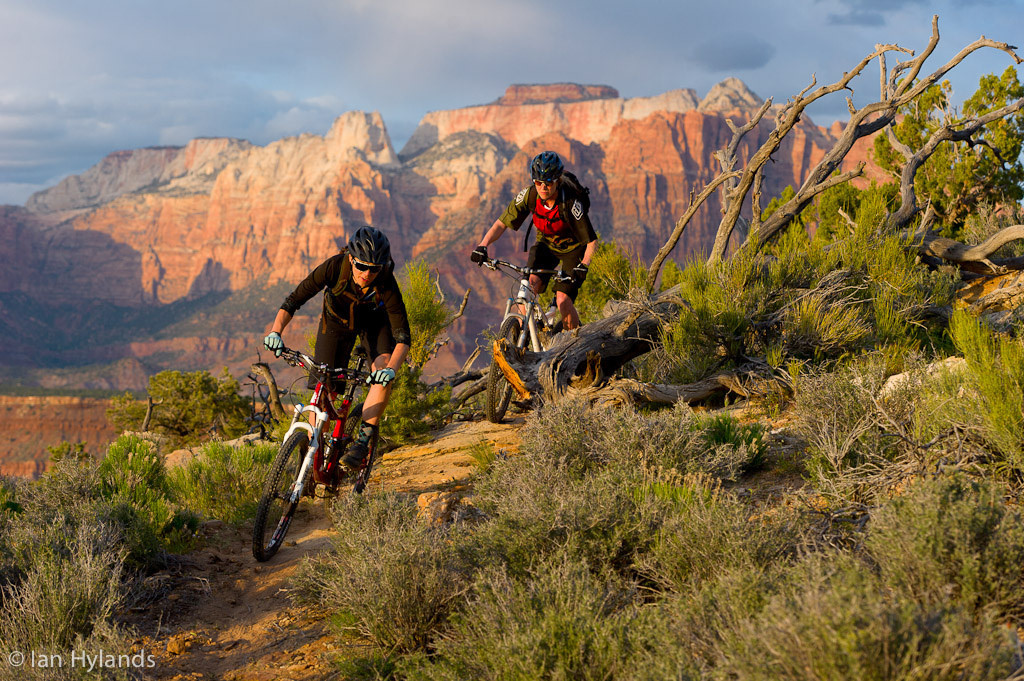
山地车

登山車（Mountain bike）起源於1977年美國舊金山。
設計為騎乘於山區非柏油路的車種，通常具有變速器可變換省力或快速的檔位，有些會在車架安裝避震器，部份的輪胎胎皮是巧克力胎紋以便於在無鋪面的路面騎乘。
登山車輪胎的尺寸一般為英制單位。車圈直徑為24/26/27.5/29英寸（注：有些是宣傳用語，跟真實直徑有些落差），輪胎寬度一般為1.0-2.5英寸之間。車架尺寸也以英制為單位，例如14"、17"、19"來表示車架尺寸的大小。

### 碎石自行车
碎石自行车（Gravel Bike）是一种专为适应多种地形而设计的自行车，介于公路车和山地车之间。它的特点是较宽的轮胎、更稳定的几何设计，以及多种配件的兼容性，适合在碎石、泥土、砂砾等非铺装道路上骑行。相比传统的公路车，碎石自行车的车架更坚固，车把位置更高，提供更舒适的骑行体验，同时也能保持一定的速度和效率。因此，它适合长距离骑行、探险和旅行。

### 速降/下坡腳踏車
速降自行车，也称落山自行车（DownHill bike）。英文简称DH。是一种极具挑战性的活动。骑手利用特制的DH自行车在山坡上滑翔，甚至坠山来寻求刺激。活动多在山脊、矿洞、雪地等地带开展。奥地利人利用DH创造出210.4KM/H的世界纪录。
速降自行车的车架角度与山地自行车有所区别，零件与山地自行车一样都为英制单位。进行此项活动时必须佩戴头盔、护甲等装备。前叉减震的行程比山地自行车及XC自行车要长。轮胎宽度一般超过2英寸。

### 斜躺腳踏車
斜躺腳踏車（Recumbent）是與傳統設計上較不一樣的腳踏車。通常有較大且舒適的座椅，兩輪或三輪。優點是舒適，且風阻低。

### 旅行腳踏車

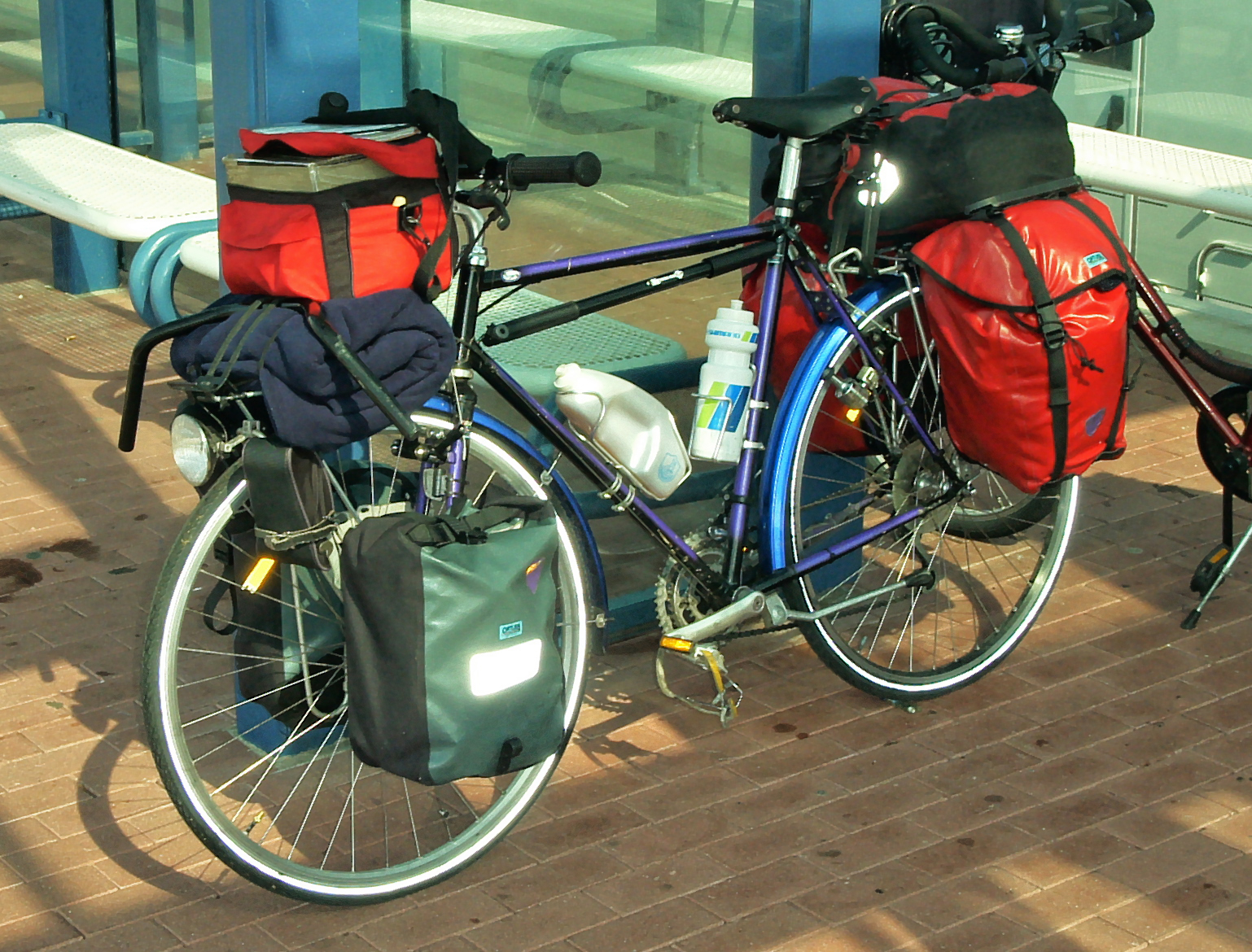
長途旅行用的腳踏車

旅行腳踏車（Touring bicycle），适合超远程自给自足的旅行，有較舒适放松的车架幾何設計，能夠負重，有很低的最低档位，配件选择方面追求可靠耐用。

### 越野公路车
越野公路车（Cross-country cycling）由公路自行车发展而来，起源于骑手们想用一辆自行车同时征服公路和山地，于是骑手们选用较结实的公路车架和轮子，再安装上更强的车闸和很宽的车胎，使用山地车脚踏板。越野公路车既可以在公路上实现较高速度，也有一定越野能力，與一般公路車分別，越野公路车通常使用盘式制动控制剎車。

### 广告自行车
广告自行车（Advertising Bike）是一种专门用于发布广告的自行车，这种车为了追求广告发布面积的最大化，改变了原有自行车的三角形简约式骨架支撑形式，采用倒V字型或倒U字型薄壳体骨架支撑形式。在不影响骑行的基础上使车体表面积达到最大值。

### 双人／多人腳踏車
又稱為協力車。腳趾頭車

### 折疊車

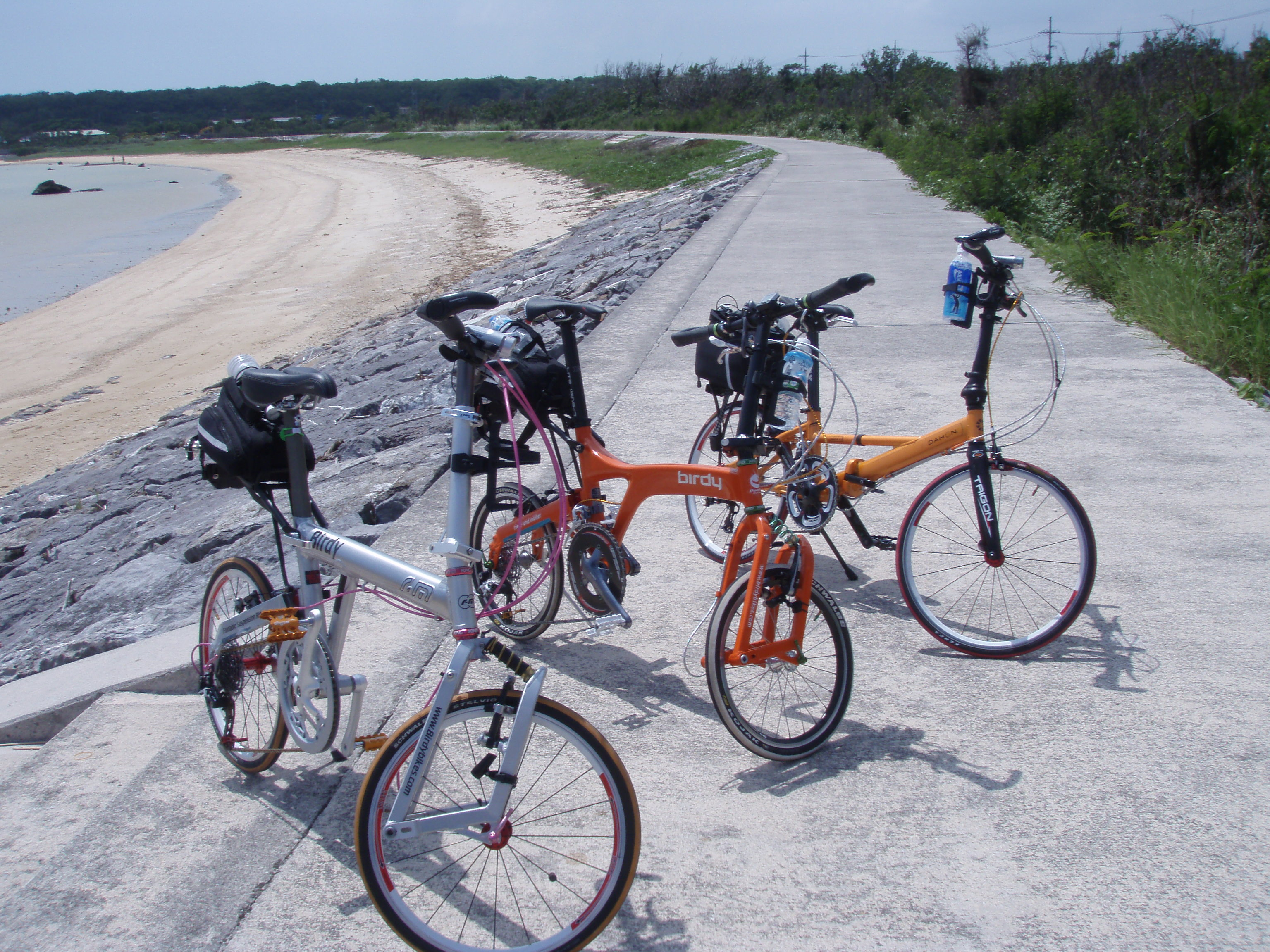
三輛摺疊腳踏車，廠牌分為：Birdy、DAHON

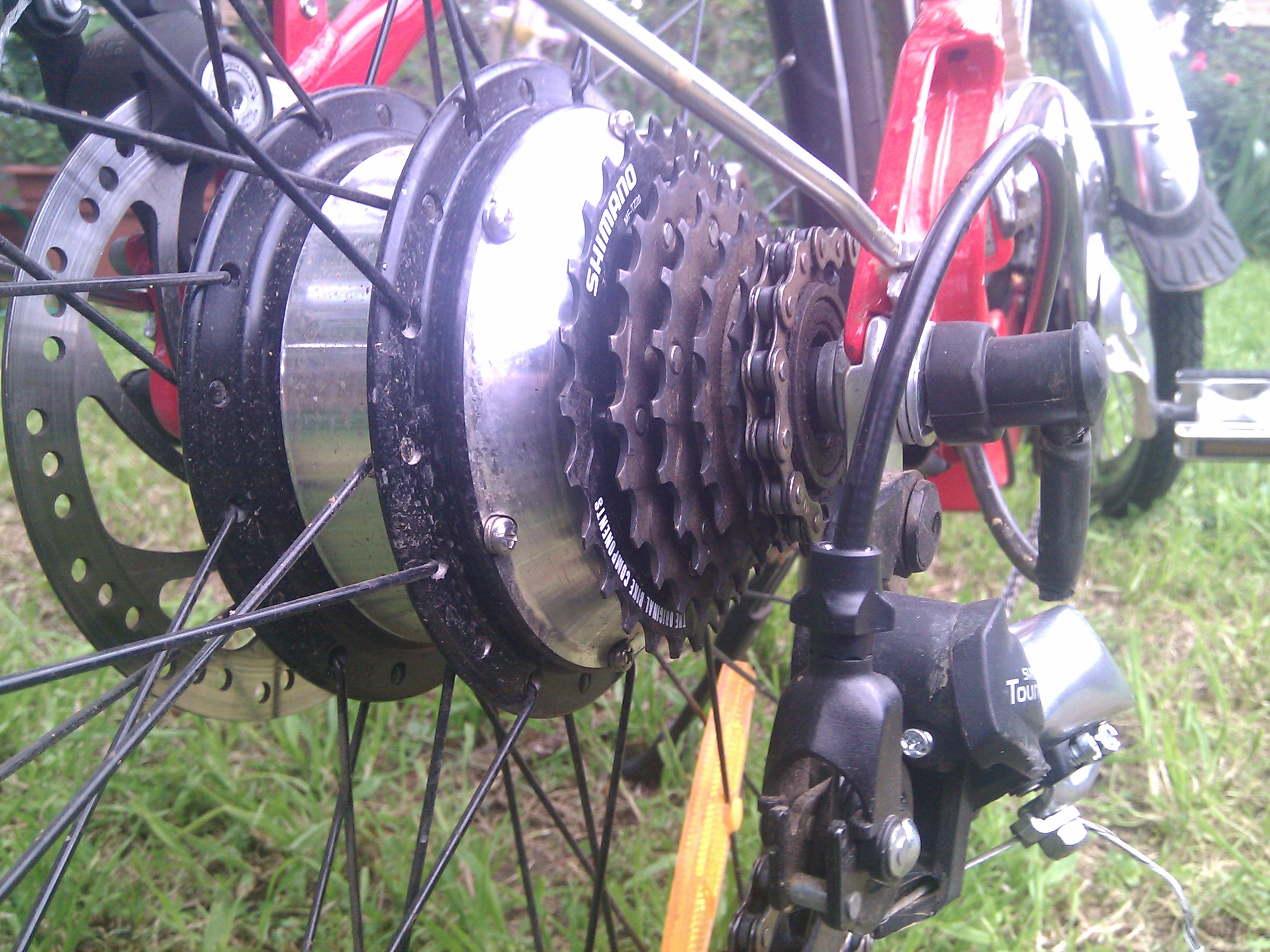
變速齒輪

折疊車（Folding bicycle）在中國大陸某些地方俗稱小折（由於「摺」字在中國大陸被簡化，以廣東話閱讀時並不應讀「折」而應讀「摺」），是為了便於攜帶與裝進車內而設計的車種，有些地方的鐵路及航空等公共交通工具允許旅客隨身攜帶可摺疊收合並裝袋的腳踏車。

### 電動腳踏車
電動自行車（Electric bicycle）是一種電力與人力驅動的環保電動交通工具。某些電動腳踏車可以自動偵測雙腳施力狀況，在需要時以適當的動力輔助踏踩，自动调节动力。
在中華民國的法規中，電動自行車主要以電力驅動，電動輔助自行車主要以人力驅動。

### 兒童腳踏車
兒童腳踏車是供兒童學習騎腳踏車的車，一般公園雖然會禁止大人的腳踏車進去，但是對兒童腳踏車一般不會禁止，不同於大人的腳踏車，兒童腳踏車上面經常都有卡通圖樣。而且會有輔助輪。

### 技術車
技術車（Cycling BMX）一种专门用于极限运动的自行车，这类车为了更适合特技表演而作出了不少改造，比如更轻量化但堅固異常的车身，沒有變速器，沒有置放架，甚至移去了刹車機制。

### 單輪車
只有一個輪子的自行車，稱為單輪車（Unicycle），或稱為單輪自行車，過去是特技表演的用車，現在也用於個人的運動用途，或是青少年的體育活動項目。單輪車可當作交通、運動、或是娛樂的工具，不過因為相較於一般自行車，有騎乘的困難度。

### 三輪車

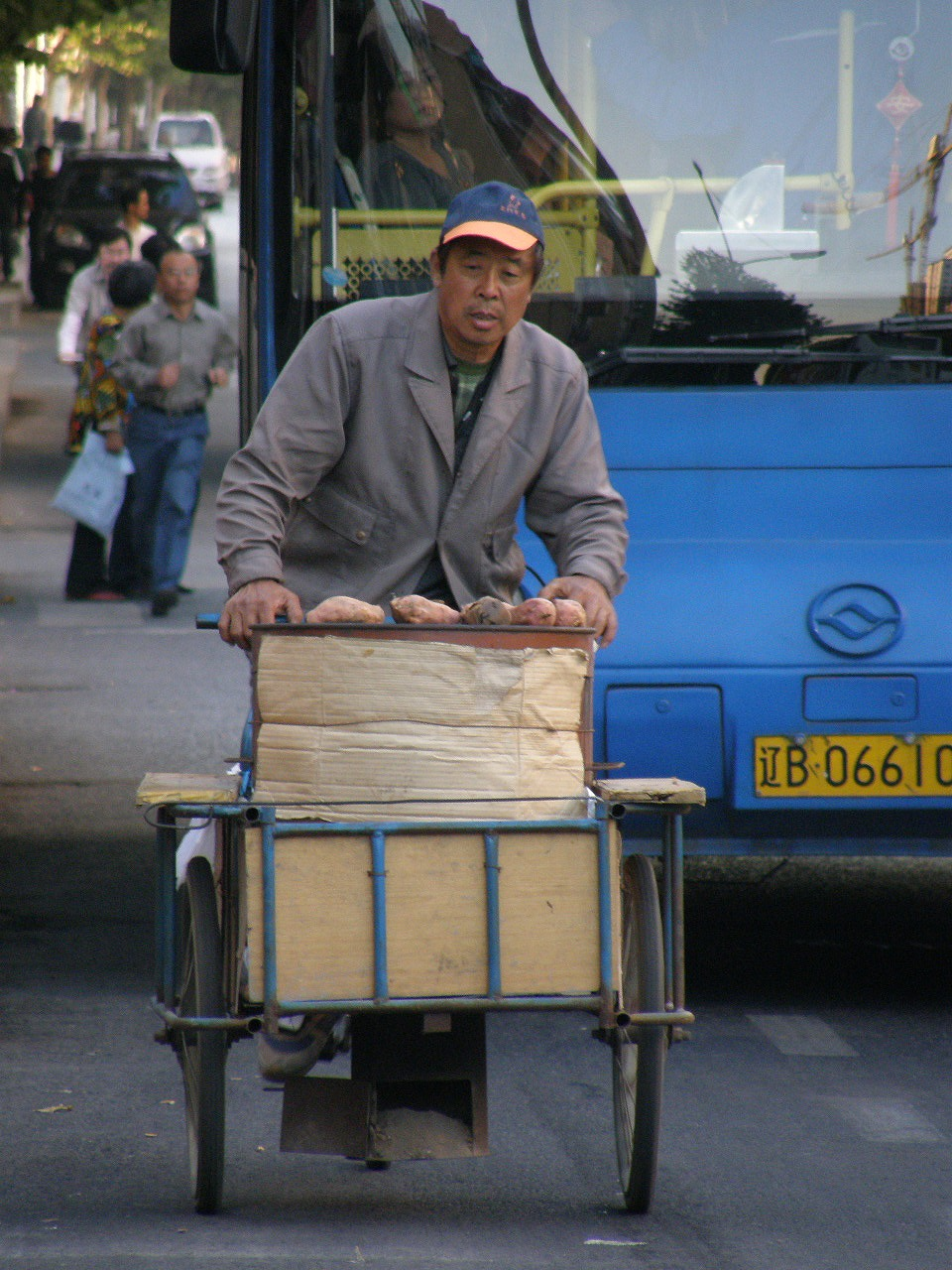
前方可装货的三轮車

三輪車（Tricycle）是一种有三個輪子的自行車，透過三個輪子的運作而不容易傾倒，不須練習也可以騎乘。三輪車有大人用的跟1歲到4歲幼兒用的，由於可以節省人力，大人用的三輪車可作為運送人員或是貨物的交通工具，目前在許多國家大量使用中。

### 固定齿轮自行车
固定齿轮自行车（Fixed gear）（在中國大陸俗称死飞）有與一般自行車相同的車架，沒有變速系統，而且驅動齒盤與後輪以鍊條或皮帶固定联动（跟一般自行車不同的就是後輪沒有棘輪）。主要訴求為構造簡單，有些甚至沒有安裝刹車，停車時則以往後踩的力量來達成，注重安全的騎车人可以加裝前刹車，有些人則偏愛不加裝刹車，全靠技巧來完成緊急停車動作。

## 相关法律

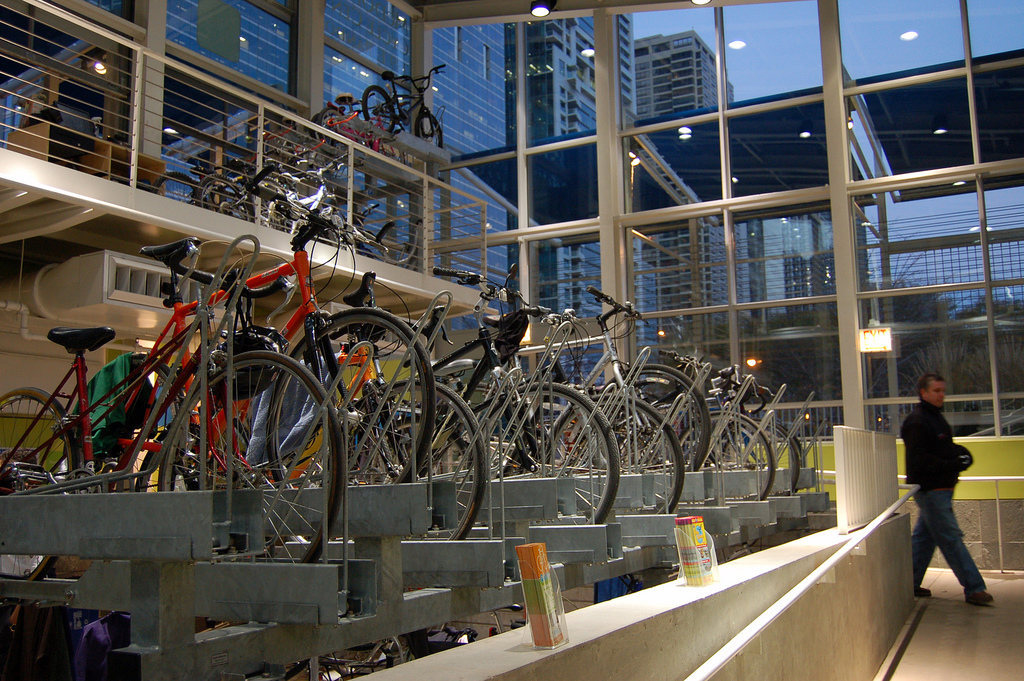
立體腳踏車停放器

很多國家和地區的法律視腳踏車為車輛的一種，常常要求適當配備甚至是要向政府相關部門登記領取車牌後始得上路。有些地方要求腳踏車夜間行車時需要使用車頭燈（一般為白色）及車尾燈（一般為紅色）。

### 中華民國
中華民國的交通法規將腳踏自行車、電動輔助自行車、電動自行車皆列為慢車，1972年起不須領有牌照，不需要繳牌照稅。於1950年時曾經規定必須裝設電燈。台北市政府於2008年開始計畫規範駕駛員要戴安全帽等一系列規定，違規要開罰，但尚未正式實施。2012年5月開始警方將開始取締未裝置車鈴與後車燈之自行車輛。

### 欧洲地区

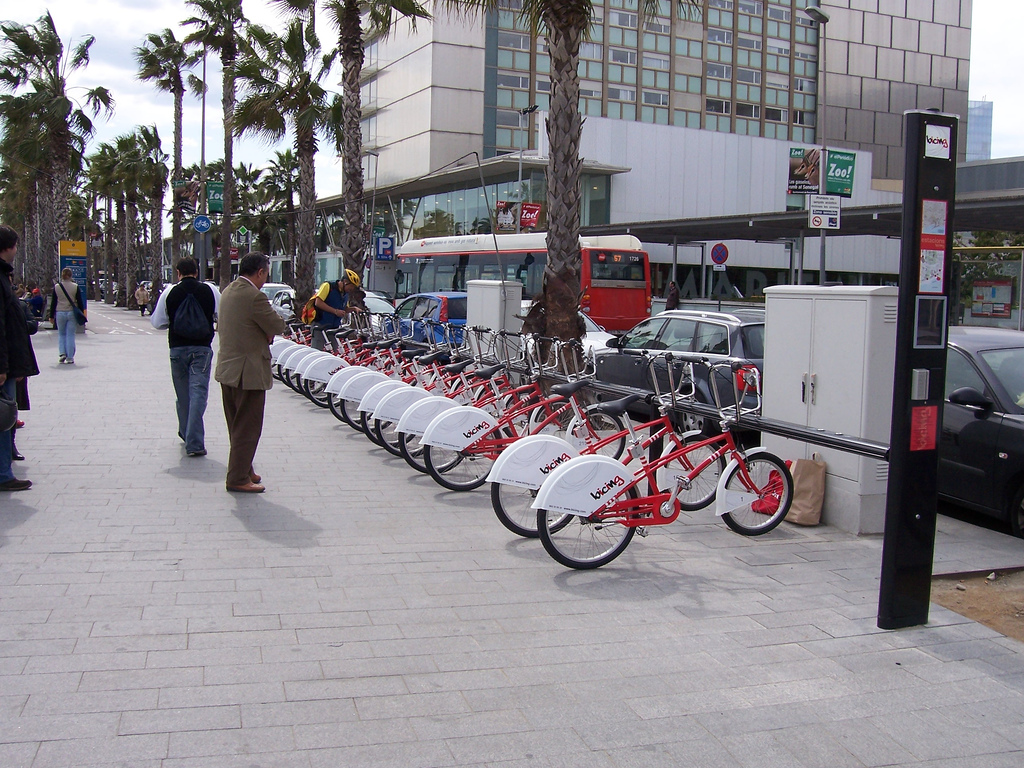
巴塞隆拿一個公共自行車停泊點

在歐洲，尤其是荷蘭，腳踏車的普及率相當高，街头上随处可见自行车。在其他歐洲国家，由于商品强制實行质保制度，自行车作为主要的交通工具，其品质與安全要求相當高，这就造成了當地自行车价格不菲，一辆新普通自行车也要超过一百欧元，腳踏車的失竊而造成替換率攀高。歐洲各國對腳踏車車道的規劃在世界的評價極高，也非常提倡騎腳踏車旅遊等休閒活動。
以德国為例，政府要求自行车制动装置和变速装置必须工作良好，配备小型自主发电机或者电池供电的照明装置用于雨天或者光线昏暗时候警示往来车辆和行人。除此之外，自行车前后轮，脚踏板和后座上都要装置反光板用来提醒从后面和侧面行使的车辆。政府正在促进一个条例的立法工作，该条例要求强制佩带安全头盔。自2006年起，在德国不允许自行车驾驶者在驾驶途中手持使用手机和GPS导航设备，除非这些设备使用免提功能或者耳机。如果使用相关设备必须靠边停车。违反此条例的人一经发现就会处以25欧元的罚款。政府为促进城市地区居民使用自行车代替汽车，在城区街道上专门划出宽度约1米的自行车道，自行车道规划良好的城市会被全德自行车驾驶员协会（ADFC）冠以“自行车友好城市”的称号。在自行车道泊车也会以妨碍公共交通处以10-30欧元的罚款。很多对机动车禁行的地区和单行线自行车都可以自由往来，除了大型节日，通过购买自称车票，自行车也可以带上公共汽车、地铁、有轨电车及火车等公共交通工具，因此在大型的城市，使用自行车是比私家车和公共交通更加快捷的方法。

## 自行車專用道

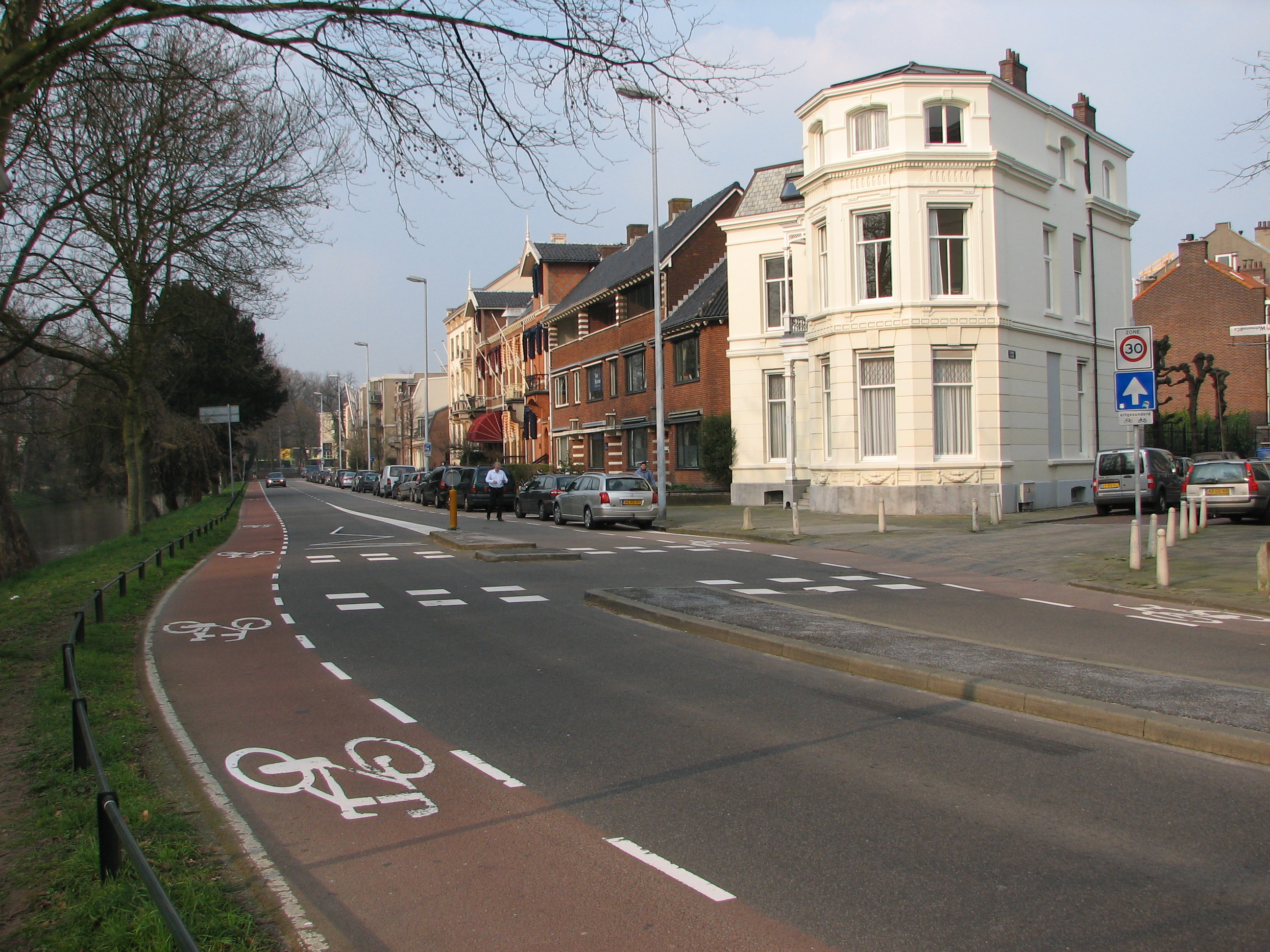
荷蘭烏德勒支的自行車專用道

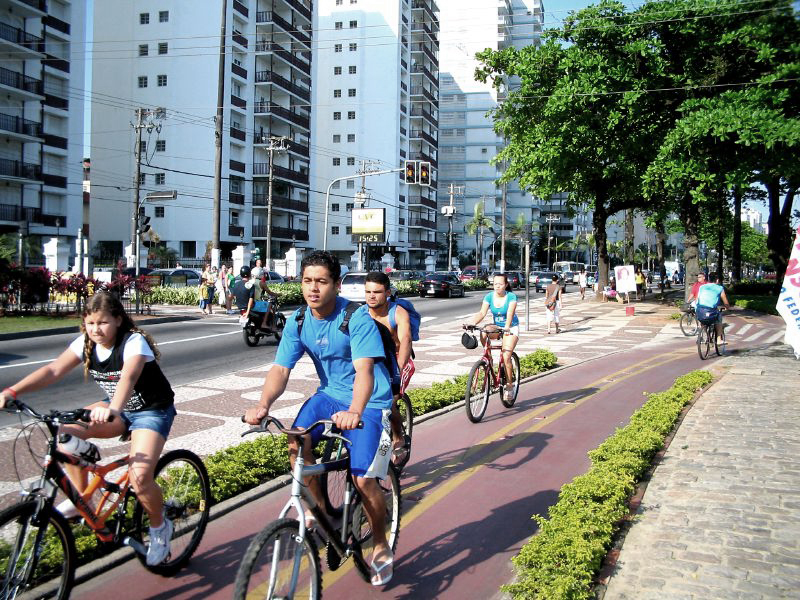
巴西桑托斯的自行車專用道

因為自行車的盛行，不少地方設有自行車專用道。

### 台灣

#### 台北
- 敦化南路、敦化北路
  - 民權東路－南京東路、忠孝東路－和平東路（兩條中央分隔島上）※路口需要沿行人穿越道行走；因為公車專用道的設置及捷運施工，部分路段並未連貫
  - 民權東路－基隆路（雙向慢車道最外側）
- 北安路
  - 捷運劍南路站附近兩側人行道上
- 中華路
  - 兩側人行道上
- 河堤外多有腳踏車專用道

#### 台中
- 台中市自行車道列表

#### 高雄
- 高雄市自行車道列表

### 香港
香港每在規劃新市鎮時，都預留空間發展單車徑網絡。這些單車徑常常貫通整個新市鎮，連接每個屋邨、屋苑和商場，讓居民只需依靠單車代步，也能到達新市鎮內其他地點。

### 马来西亚
脚车专用道在马来西亚并不普遍，但是部分城市设有以蓝色或绿色标示的脚车专用道。吉隆坡、巴生谷一带、莎亚南市中心、槟城乔治市皆有脚车道，但是使用频率偏低。

## 大眾運輸乘載規範

### 日本
在大部分地區除了業者對腳踏車有特別規範，一般場合都是必須以攜車袋裝好並當作行李處理。

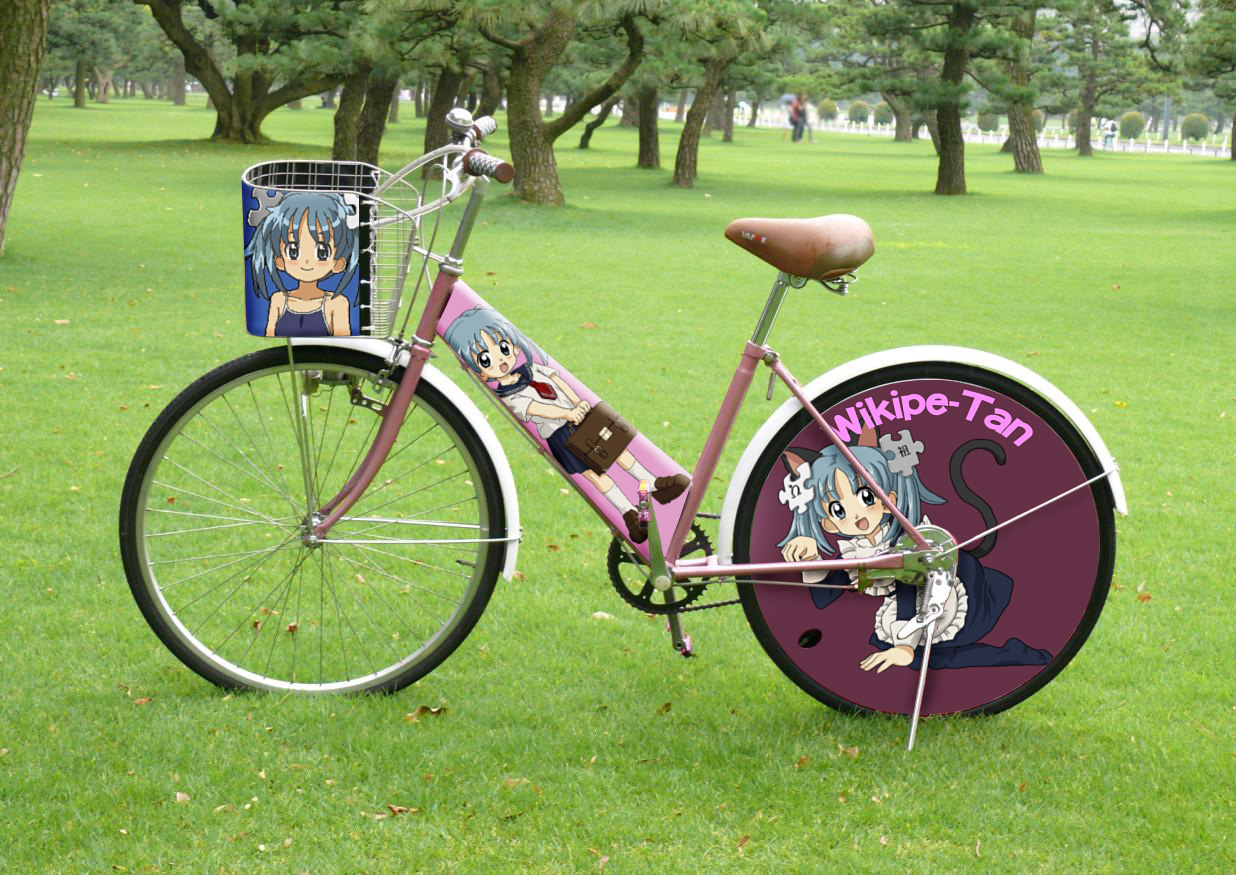
自行車的痛車

### 中国大陸
火车
中国铁路总公司对于自行车能否作为随身行李带上火车未见明确规定，但是北京铁路局下辖的车站以及其他少数车站会拒绝任何自行车带上火车，即使经过拆分或装包，也会被拒绝。其他火车站均可以带入自行车，但大多数需要拆卸自行车前轮，且折叠自行车必须折叠后带上火车。
地铁
各地的地铁对待自行车的态度不一。在北京、上海、西安和天津，折叠自行车被禁止进入地铁。而在南京，折叠自行车进入地铁是被允许的。不过大部分城市默许将折叠自行车折叠后作为货物，在不超过可随身携带物品限制下运送乘车，而部分可拆卸车轮的公路自行车也会通过拆除前轮作为货物来运送。
客车
长途客车是否能够携带自行车的情况较复杂。自行车运动较发达的地区，例如环青海湖国际公路自行车赛沿途各地之间，携带未拆分自行车通常是被允许的。而其他地区，这一要求有可能被拒绝，因为自行车体积比正常行李大很多。但是经过沟通之后可以拆卸自行车或者交纳行李费之后带上客车。
其他
携带非折叠自行车乘其它交通工具可能会被要求支付额外的费用，例如上海轮渡。

### 香港
港鐵
港鐵把單車視作乘客行李處理，並按照《港鐵附例》所示的行李規定對攜乘單車的尺寸作出規範（比照行李尺寸規定），在此情況下，市面上的摺疊式單車一般可以在摺疊後及／或置於行李袋內攜乘，非摺疊式單車則須把前輪或後輪任一拆除然後直接攜乘。
巴士
香港巴士一般不容許乘客攜同單車搭乘，除非某些可摺疊之單車能入袋包裝並佔用少於0.1立方米空間（比照行李尺寸規定）。
天星小輪
- 尖沙咀至灣仔線之天星小輪渡輪，攜同單車搭乘之乘客須乘搭船隻下層，該輛單車需另行收費（連人帶車一次過收取「人車合乘」費用），所有有關乘客一律於灣仔碼頭繳付船費。
- 尖沙咀至中環線之天星小輪渡輪，不得攜同單車搭乘。

### 台灣
台灣鐵路管理局
一般自行車皆可：
- 行包或快遞業務，但是不一定同列車。
- 兩鐵專案，限定班車，視為一個成人購票，時常需要事先團體申請，不適用正常行李規定。

限折疊式：
- 普快及區間（快）車種，以車袋裝好上車，不適用正常行李規定。
- 對號快車，以車袋裝好後視為一個成人購票，不適用正常行李規定。
- 推拉式自強號，直接帶上第12車快遞室放好即可，不適用正常行李規定。

台灣高速鐵路
- 旅客運送實施要點第6條:旅客每人攜帶物品，每件長度不得超過150cm，長寬高之和不得超過220公分，總重量不得超過40公斤.....；折疊式自行車通常在此範圍內。

台北捷運
- 可在假日於87個站進出及轉車。人車合購一張特別車票，票價自2008年3月起調降為80元。
- 平日可以搭載折疊式腳踏車，但須符合行李規定。

首都之星、葛瑪蘭客運
- 首都之星台北-宜蘭線，無腳踏車種限制、亦無需拆胎，也不用額外加錢。
- 葛瑪蘭客運亦有腳踏車運輸服務，唯非摺疊腳踏車需要拆胎，不用額外加錢。

台北聯營、縣轄公車
藍46路線有數輛配車可載運自行車
台北藍色公路
淡水八里可以直接上船。
高雄捷運
- 折疊式腳踏車，可於任何時間、車站直接上車（不需包裝），免付任何運雜費。
- 一般腳踏車，可於任何時間、車站之第一節車廂上車，人車合購一張特別車票為六十元。（不適用於美麗島站及高雄火車站）

高雄市公車
- 折疊式腳踏車，可於任何時間、車站直接上車（不需包裝），免付任何運雜費。

國光客運
- 以車袋裝好後做為行李，不適用正常行李規定。

統聯客運
- 限折疊式，以車袋裝好後做為行李，不適用正常行李規定。

## 著名運動賽事
- 環法大賽（始於1903年）
- 環義大利賽（始於1909年）
- 环西班牙赛（始于1935年）
- 國際自由車環台公路大賽（始於1978年）

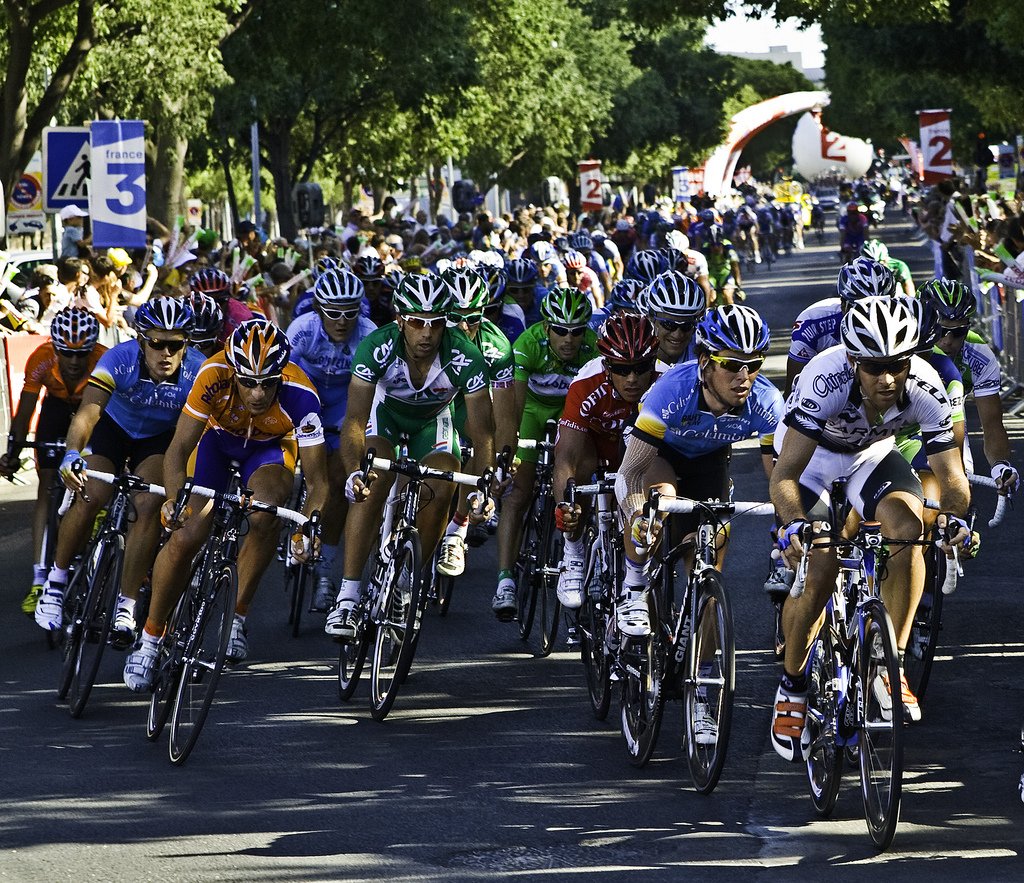
2008年環法自由車大賽

- 环青海湖国际公路自行车赛（始于2002年）
- 环崇明岛国际公路自行车赛（始于2003年）
- 环海南岛国际公路自行车赛（始于2006年）
- 环中国国际公路自行车赛（始于2010年）
- 環北海道自轉車赛（始於1976年）
- RAAM橫越美國馬拉松賽（始于1982年）
- 环南中国海自行车赛
- 环沪港自行车赛
- 香港腳踏車二十四小時耐力賽
- 马来西亚Tour de Langkawi（始於1996年）
- 單車靚景團Tour de Hong Kong（始於2012年）

### 引用
1. ↑  .   [2024-09-08]. （原始内容存档于2024-09-08）.
2. 1 2  陳炳聖. . 源樺. 2007. ISBN 986828421X.
3. ↑  . 炎黃春秋.   [2020-11-19]. （原始内容存档于2020-09-21）.
4. ↑  . 臺語信望愛.   [2013-10-13]. （原始内容存档于2021-01-07）.
5. ↑  中華徵信所2016/02/16報告 （页面存档备份，存于）
6. ↑  .   [2008-10-24]. （原始内容存档于2008-12-16）.
7. ↑  .   [2008-10-24]. （原始内容存档于2008-12-16）.
8. ↑  .   [2008-10-24]. （原始内容存档于2008-12-16）.
9. ↑  .   [2008-10-24]. （原始内容存档于2008-12-16）.
10. ↑  .   [2008-10-24]. （原始内容存档于2008-12-16）.
11. ↑  .   [2021-04-19]. （原始内容存档于2021-04-21）.
12. ↑  .   [2021-04-19]. （原始内容存档于2021-04-21）.
13. ↑  参考《德意志联邦共和国道路交通法》Straßenverkehr Ordnungsgesetz，SvOg 2006，Radfahrer dürfen nicht bei der Fahrt Handy benutzen. 自行车驾驶者附加条款
14. ↑  . 2014-10-12  [2017-11-17]. （原始内容存档于2019-06-07）.
15. ↑  .   [2017-11-17]. （原始内容存档于2017-11-17）.
16. ↑  .   [2008-10-24]. （原始内容存档于2008-12-16）.
17. ↑  .   [2014-08-21]. （原始内容存档于2021-03-04）.
18. ↑  .   [2008-10-26]. （原始内容存档于2008-12-16）.
19. ↑  .   [2008-10-23]. （原始内容存档于2008-12-16）.